# Wechselburg (klasztor)

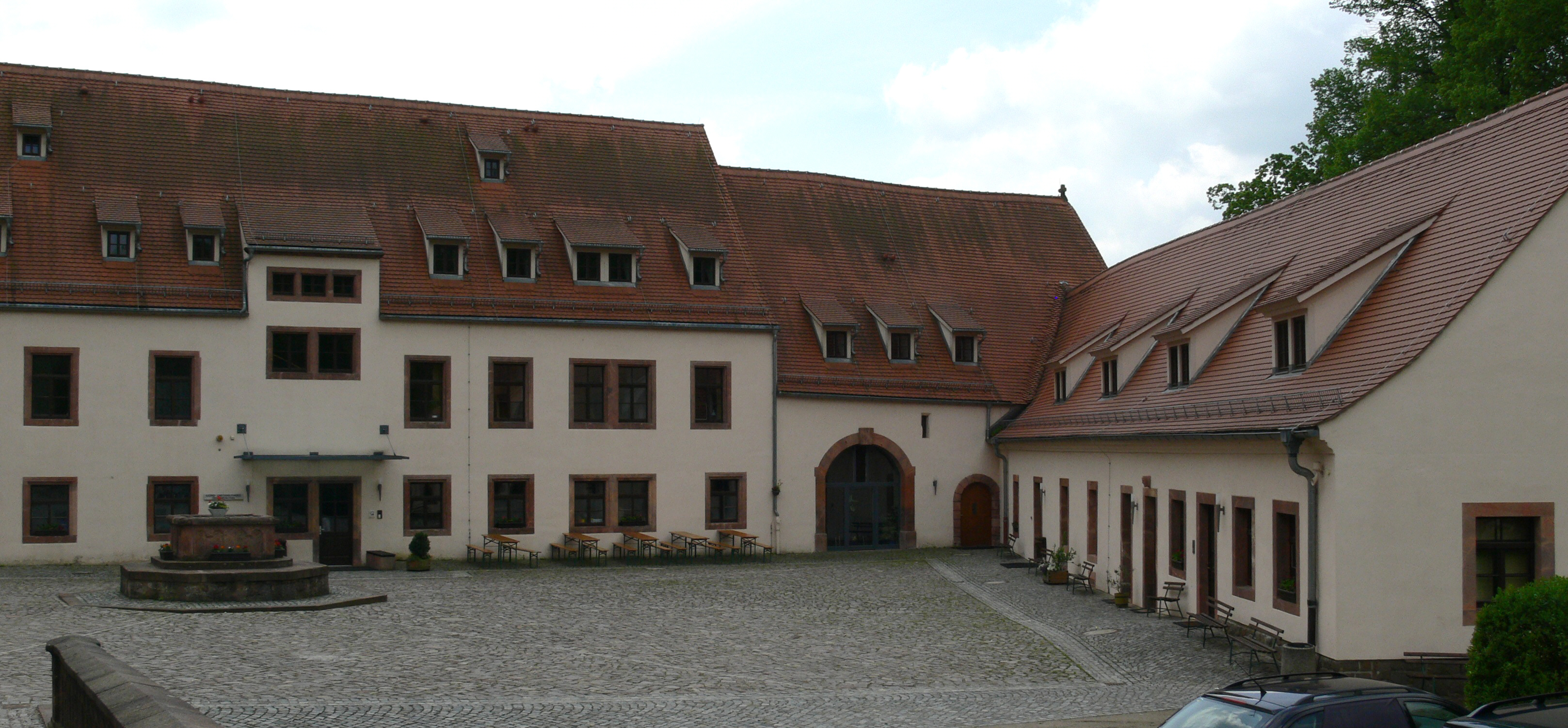
Zabudowania klasztorne benedyktynów

Wechselburg (dawniej Zschillen) – klasztor w Wechselburgu w Niemczech, w kraju związkowym Saksonia, założony w XII w. dla augustianów, w 1278 przekazany krzyżakom, w 1543 zsekularyzowany. Na fundamentach budynków klasztornych powstał w XVII–XVIII w. zamek Wechselburg, z założenia pozostał natomiast kościół klasztorny. W 1993 w bocznym skrzydle zamku reaktywowano klasztor, tym razem benedyktynów.

## Historia
Klasztor Zschillen ufundował późniejszy margrabia Łużyc Dedo III z dynastii Wettynów po tym, gdy odziedziczył miasto Rochlitz z okolicami w 1156  . Kronika klasztoru Lauterberg zawiera wzmiankę o tej fundacji pod datą 1174, jednak faktycznie nastąpiła ona wcześniej. Powstał wówczas kościół Świętego Krzyża oraz klasztor dla sprowadzonych tu z Lauterbergu augustianów. Do budowy założenia użyto porfiru z Rochlitz. Kościół ukończono zapewne ok. 1180, klasztor wkrótce później  .
Z klasztorem związana jest historia śmierci fundatora. Dedo, którego tusza uniemożliwiała mu udział w wyprawie z cesarzem do Italii, poddał się tutaj operacji usunięcia nadmiaru tłuszczu, wskutek której zmarł. 
Wskutek zaburzeń w klasztorze (według jednego z późniejszych przekazów mnisi mieli zabić i wrzucić do rzeki Zwickauer Mulde przeora próbującego doprowadzić do przestrzegania przez zakonników reguły) jeden z następców Dedona, Henryk III Dostojny, w uzgodnieniu z biskupem miśnieńskim rozwiązał w 1278 klasztor i przekazał go krzyżakom  . Siedzibę miała tu ich komturia. W 1537 doszło w klasztorze do pożaru.
W dobie reformacji, gdy w 1539 zmarł katolicki książę saski Jerzy Brodaty i jego dobra przejął jego luterański brat Henryk Pobożny, dobra krzyżackie zostały zsekularyzowane. W 1543 syn Henryka, Maurycy Wettyn zamienił klasztor i jego dobra za inne dobra w Saskiej Szwajcarii (Hohnstein, Lohmen i Wehlen) z hrabiami Schönburga  . Tej zamianie dobra zawdzięczają obecną nazwę: Wechselburg .
Dawne zabudowania klasztorne zniszczył pożar w połowie XVI w. Na ich miejscu (z klasztoru pozostały tylko romańskie piwnice), zbudowano barokowy zamek Wechselburg, ukończony w XVIII w. Romańska świątynia stała się kościołem zamkowym . Po usunięciu właścicieli po drugiej wojnie światowej zamek przekształcono na sanatorium dla dzieci, a następnie szpital dziecięcy. W 1993 boczne skrzydło zamku (kleines Schloss) zamieniono z powrotem na klasztor, tym razem benedyktynów, którzy przybyli tu z klasztoru Ettal. Pozostała część zamku od 2006 jest nieużywana . 